# Kościół Najświętszego Serca Pana Jezusa w Mysłakowicach
Kościół Najświętszego Serca Pana Jezusa – rzymskokatolicki kościół parafialny parafii Najświętszego Serca Pana Jezusa znajdujący się w Mysłakowicach w diecezji legnickiej.

## Historia
Decyzję o budowie kościoła podjął w 1832 r. król pruski Fryderyk Wilhelm III. Kościół wzniesiono w latach 1836-40 - wg projektu architekta królewskiego K. F. Schinkela w stylu klasycystycznym przez protestantów.
Najcenniejszym fragmentem budowli są dwie marmurowe kolumny z Pompei podtrzymujące przedsionek. Ofiarował je królowi Fryderykowi Wilhelmowi III król Neapolu. Organy wykonał w 1840 r. Karl Friederich Buckow. 

## Wyposażenie
We wnętrzu zachowały się m.in.:
- rzeźby drewniane, polichromowane,

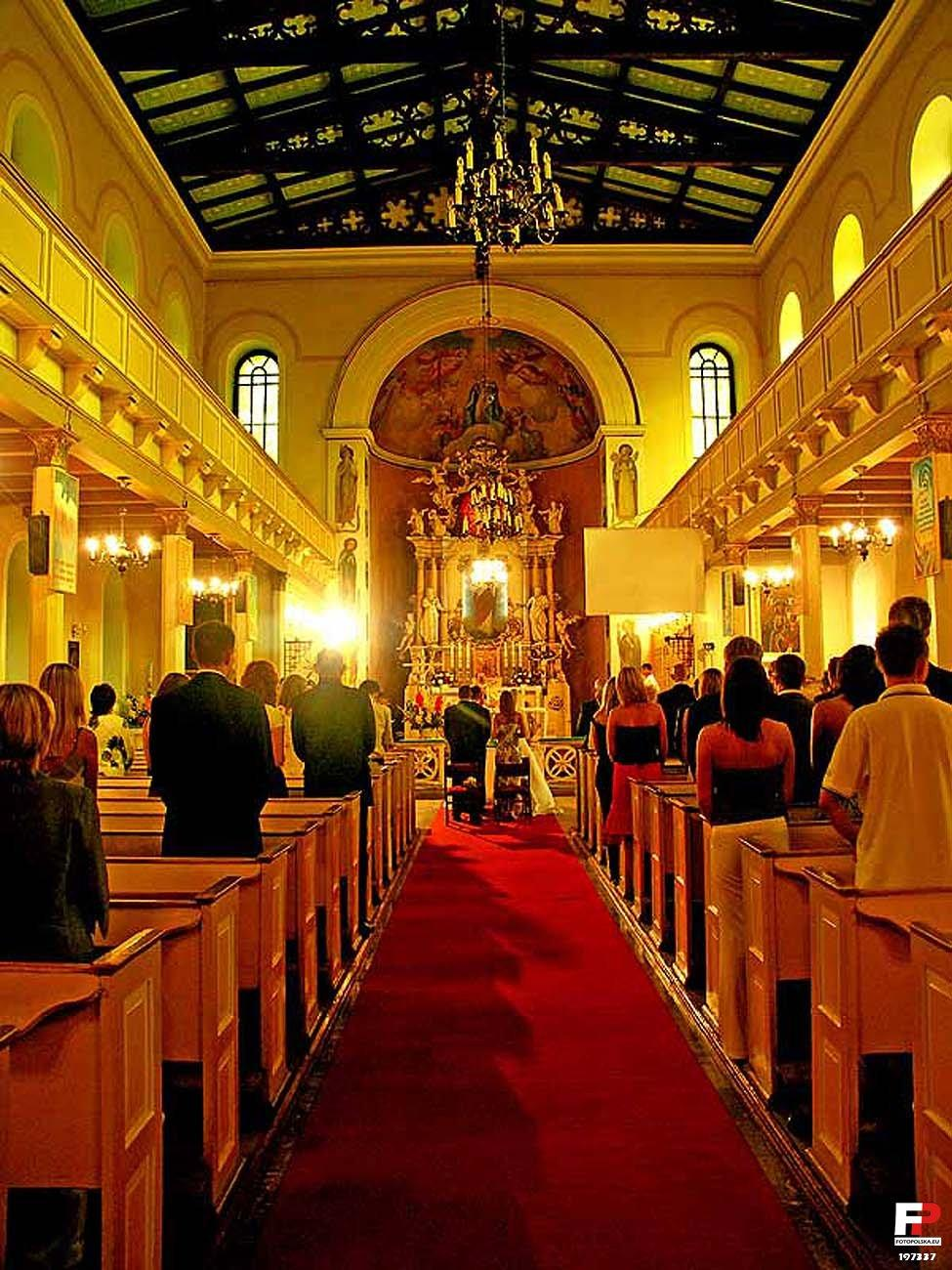
Nawa główna z ołtarzem głównym z kościoła ewangelickiego z Miszkowic

- obraz olejny na płótnie - „Ostatnia Wieczerza", barokowy z XVIII w.,
- płaskorzeżby przedstawiające m.in. Mojżesza ogłaszającego 10 przykazań oraz Chrystusa nauczającego w świątyni.
- Pochodzące z kościoła ewangelickiego z Miszkowic: 
  - ołtarz główny, drewno polichromowane i złocone z końca XVIII w.,
  - barokowa ambona z XVIII w.,
  - drewniana chrzcielnica z 1 połowy XIX w., wykonana w stylu klasycystycznym

W środku ołtarza umieszczona była figura Chrystusa, która zastąpiona zoostała obrazem przekazanym przez ks. Gerarda Kusia z Karpacza. W 1953 r. obraz został usunięty, w jego miejsce umieszczono nowy obraz z Sercem Pana Jezusa. Figura Chrystusa z miszkowickiego ołtarza została postawiona przed kościołem, następnie znalazła swoje miejsce w podziemiach kościoła. Zastąpiono ją inną, pozostającą do dziś.
Na wieży wiszą trzy staliwne dzwony odlane w Odlewni Linke Hofmann Lauchhammer w 1923 roku. Ważą kolejno: 568, 886 i 1126 kg.